# Matthias Busch
| 225254 Flury           | 10 settembre 2009 |
| 228135 Sodnik          | 13 settembre 2009 |
| 228136 Billary         | 13 settembre 2009 |
| 251621 Lüthen          | 10 settembre 2009 |
| 264045 Heinerklinkrad  | 13 settembre 2009 |
| 266725 Vonputtkamer    | 13 settembre 2009 |
| 274856 Rosendosalvado  | 13 settembre 2009 |
| 274860 Emilylakdawalla | 13 settembre 2009 |
| 281772 Matttaylor      | 13 settembre 2009 |
| 321453 Alexmarieann    | 10 settembre 2009 |
| 379173 Gamaovalia      | 10 settembre 2009 |
| 429084 Dietrichrex     | 13 settembre 2009 |
| 481993 Melaniezander   | 13 settembre 2009 |

Matthias Busch (1968) è un astronomo amatoriale tedesco.
Esegue le sue osservazioni dal suo osservatorio privato a Heppenheim. Il software di analisi delle immagini da lui sviluppato ha trovato impiego anche presso gli osservatori professionali.
Il Minor Planet Center gli accredita la scoperta di dodici asteroidi, effettuate tutte nel 2009 in collaborazione con Rainer Kresken.
Gli è stato dedicato l'asteroide 7687 Matthias.